# Nádorfi Lajos
Nádorfi Lajos (Balatonboglár, 1951. április 30. –) Balázs Béla-díjas magyar operatőr, fotóművész.

## Életpályája
Szülei Nádorfi Lajos és Bogdán Katalin. 1965–1969 között a Gyümölcstermelő és Faiskolakezelő Szakközépiskola diákja volt szülővárosában. 1970–1972 között a Magyar Televízió díszítőmunkása, 1972–1985 között segédoperatőre volt. 1982–1985 között a Színház- és Filmművészeti Főiskola operatőr szakán tanult, Zsombolyai János osztályában. 1985–1996 között a Magyar Televízió operatőre volt. 1996 óta a Minden Kép Bt. vezetője.
Az első magyar operatőr volt, aki 7495 m magasban forgatott filmet. Czabarka György és Molnár Miklós tanfolyamán tanult. Munkatársa volt Novákovics András, Rockenbauer Pál, Hoppál Mihály, Vinkó József, Almási Tamás, Novobáczky Sándor és B. Révész László.
Tagja a Magyar Operatőrök Társaságnak, a Televíziós Művészek Társaságnak, a Folyamat Társaságnak, a Néprajzi Társaságnak, és a Magyar Újságíró Országos Szövetségének.

## Magánélete
1973-ban házasságot kötött Selényi Hédivel. Két lányuk született: Beatrix (1974) és Krisztina (1977).

## Filmjei
- Vakáció a halott utcában (1978)
- Magyarok a Chimborazón (1981) (rendező is)
- Vulkánok hátán (1981) (rendező is)
- Kecskeméttől a Pamírig (1982)
- Hegyi indiánok (1984) (rendező is)
- Amazónia kapujában (1985)
- "Mely ápol, s eltakar" (1986)
- Évmilliók emlékei (1986)
- Teho-napló (1987)
- Az inkák földjén I.-VII. (1988) (rendező is)
- Utazás ismeretlen állomás felé (1989)
- Orbán Balázs nyomában (1990)
- Magyarok Amerikában (1990)
- A könyv művészete - Kner Imre (1990)
- (H)arc-képek (1992-1996)
- A Független Színpad (1993)
- Sámánok földjén (Hoppál Mihállyal, 1993)
- Családsirató (1994)
- Burját áldozati ünnep (1996)
- Gyógyító dobok (1996)
- Árnyékfogó (1997-1999) (rendező is)
- Széki keresztelő (1998)
- Mítosz a kultúrában (1998)
- Zöldkalap (1998-2000)
- Peloponnészosz (1999)
- Távoli utakon (2000)
- Szibériai csoda (2000)
- Jakut hagyományok (2000)
- Gyógyító dobok (2000)
- Ibrinkó (2001)
- Tiszavilág (2001)
- Portré versekben (2001)
- Galambnagymama (2002)
- Csontritkulás (2002)
- Lombos fám tövében (2003)
- Fürdőhelyi utazás I.-VIII. (2003)
- Az elvádorolt Alma Mater I.-II. (2003)
- Magyarország nemzeti parkjai (2003)
- Máramarosi havasok (2004)
- Diogenész hordót keres (2005)
- A gyöngéd barbár (2005)
- Magyar apró (2006)
- Szabadságharc Szebenben (2007)
- Négy nemzet sámánjai (2007)
- Az Kárpátoknak ölelő karjai között 1.-8. (2007) (rendező is)
- Soha ne add fel! (2008)
- Adj esélyt! (2008)
- A homok gyümölcse (2008)
- Jánoskától Mikulásig (2008)
- Múzeumban (2010)
- A föld szeretője (2010)
- Ösvény a Viharsarokban (2013)

## Művei
- Gyermekvilágatlasz (fotóalbum, 2005)

## Fotókiállításai
- Székesfehérvár (1986)
- Kaposvár (1987)
- Sátoraljaújhely (1988)
- Lyon (1994)
- Budapest (2000, 2002)
- Genf (2001)
- Helsinki (2002)
- Delhi (2004)
- Balatonboglár (2006)
- Brüsszel (2006)

## Díjai, elismerései
- MTV elnöki nívódíj (1975, 1979, 1981, 1982, 1986, 1990)
- Állami Ifjúsági Díj (1981)
- a MÚOSZ nívódíja (1986, 1987)
- a miskolci tv-filmfesztivál fődíja (1988)
- SZOT-díj (1988)
- a Kamera Hungária tv-filmszemle díja (1999)
- Balázs Béla-díj (2019)[1]